# Atchison, Topeka and Santa Fe Railway
Atchison, Topeka and Santa Fe Railway (учётная марка ATSF, рус. железная дорога «Атчисон, Топика и Санта-Фе») — железная дорога в США, одна из крупнейших железных дорог. Эта дорога являлась одной из первых в области грузовых интермодальных перевозок. Дорога существовала с 1859 по 1996 год.

## История

### Начальная фаза
11 февраля 1859 года стартовало строительство железной дороги, которая должна была соединить регион Атчисон и Топика (Канзас) с Санта-Фе (Нью-Мексико). К 1873 году дорога достигла границы между Канзасом и Колорадо, в 1876 году дорога была достроена до Пуэбло (Колорадо). Далее дорога должна была идти на юг, к Додж-Сити, но появился интересный потенциальный груз на юго-западе. За перевалом Ратон были залежи угля в районе Тринидада и Ратона. Также к этому перевалу устремилась железная дорога Denver & Rio Grande Railroad. Через перевал можно было провести только одну дорогу. Однажды утром в 1878 году бригады AT&SF встали и усердно работали с кирками и лопатами, когда бригады D&RG пошли на завтрак. Тогда между двумя железными дорогами произошла серия стычек из-за захвата Королевского ущелья к западу от Каньон-Сити, штат Колорадо. Эти физические столкновения привели к двухлетнему вооруженному конфликту, который стал известен как «Война на железной дороге в Королевском ущелье».
Федеральное вмешательство привело к внесудебному урегулированию 2 февраля 1880 года в форме так называемого «Бостонского договора», по которому D&RG было разрешено завершить строительство своей линии и сдать её в аренду для использования Atchison, Topeka and Santa Fe Railway. D&RG заплатила Santa Fe около 1,4 миллиона долларов за выполненную в ущелье работу и согласилась не продлевать свою линию до Санта-Фе, в то время как Santa Fe согласился отказаться от запланированных маршрутов в Денвер и Ледвилл.
Уже в первые годы дорога была открыта для перевозки людей и грузов и начала давать доход от перевозки пшеницы и крупного рогатого скота.
Строительство через Канзас и восточный Колорадо было простым, так как препятствий на пути было довольно мало. Однако железная дорога сочла такое строительство экономически невыгодным из-за малой заселённости территории. Тогда она открыла офисы по недвижимости в этом районе и способствовала созданию поселений в Канзасе на земле, предоставленной ей Конгрессом в 1863 году. Дорога предлагала скидки на проезд всем, кто приезжал на запад для осмотра земли.
Atchison, Topeka and Santa Fe Railway достигла Альбукерке в 1880 году. Первоначальный пункт назначения железной дороги Санта-Фе, оказался на короткой ветке от Лами, штат Нью-Мексико. В марте 1881 года AT&SF соединилась с дорогой Southern Pacific в Деминге, Нью-Мексико, образовав второй трансконтинентальный железнодорожный маршрут.
Железнодорожная компания Atlantic and Pacific Railroad была создана в 1866 году для строительства к западу от Спрингфилда, штат Миссури, вдоль 35-й параллели (приблизительно через Амарилло, штат Техас, и Альбукерке, штат Нью-Мексико), до соединения с Southern Pacific на реке Колорадо. У этой новой компании не было соединения с другими железными дорогами. Линия, которая должна была стать железной дорогой Сент-Луис — Сан-Франциско, не дойдет до Спрингфилда ещё четыре года. В 1879 году Atlantic and Pacific Railroad заключила сделку с компаниями Atchison, Topeka and Santa Fe Railway и St. Louis–San Francisco Railway. По соглашению эти железные дороги совместно построят и будут владеть линией Atlantic and Pacific Railroad к западу от Альбукерке. В 1883 году компания Atlantic and Pacific Railroad достигла города Нидлс (округ Сан-Бернардино, Калифорния), где она соединилась с Southern Pacific, но участок Талса — Альбукерке на Atlantic and Pacific Railroad всё ещё не был построен.

### Расширение
Железная дорога Santa Fe начала процесс расширения.
Линию от Барстоу (Калифорния) до Сан-Диего запустили в 1885 году, а в 1887 году продлили до Лос-Анджелеса. Контролировала эту часть дочерняя Gulf, Colorado and Santa Fe Railway.
Линия Галвестон (Техас) — Форт-Уэрт — Пёрселл (Оклахома) была запущена в работу в 1886 году, а в 1887 году между Уичито и Форт-Уэрт.
В 1888 году были пущены в работу линии из Канзас-Сити в Чикаго, из Кайовы в Амарилло и из Пуэбло в Денвер (параллельно с Denver and Rio Grande Western Railroad).
В 1890 году были приобретены железные дороги St. Louis–San Francisco Railway и Colorado Midland Railway.
К январю 1890 года вся система ATSF насчитывала около 7500 миль путей.

### Преобразование
Железная дорога официально прекратила свою деятельность 31 декабря 1996 года, когда она объединилась с Burlington Northern Railroad и образовала Burlington Northern and Santa Fe Railway.